# 惠世恭
惠世恭（1914年—1997年5月29日），男，陕西清涧人，中华人民共和国政治人物，曾任陕西省人民委员会副省长，第五、六届全国人大代表。

## 生平
1928年加入中国共产党。任陕北红军游击队第六纵队总政委、红三十军第三团政委、八路军留守兵团警三团政治处主任、新宁县委书记、三边军分区副政委、陕北军区政治部主任。
中华人民共和国成立后，任榆林地委书记，陕西省工业厅厅长，陕西省委工业部副部长，陕西省经委主任，陕西省委常委，陕西省副省长、常务副省长。